# Grizzly
Grizzly (GFF 4) — італійсько-німецька панцирна озброєна капотна повнопривідна вантажівка Бундесверу найвищого 4 класу захисту, створена спільними зусиллями Krauss-Maffei Wegmann (Німеччина) та Iveco Defence Vehicles (Італія), що має заповнити нішу між GTK «Boxer» і ATF Dingo — машин підтримки бою і бойових з служби підтримки.

## Історія
Grizzly, як багатоцільовий середній тактичний транспортний засіб (англ. Multi-role Medium Tactical Vehicle), створили згідно програми Бундесверу по захисту універсальних функціональних транспортних засобів (нім. Funktionsfahrzeuge (GFF)). У листопаді 2007 представили перший прототип для випробувань до Федерального агентства озброєнь та Федерального агентства з оснащення, інформаційної техніки і використання. GFF 4 був прийнятий на озброєння Бундесверу 2011 та Італії. Призначається для перевезення військ, амбулаторії, артилерійського тягача, командного пункту. Призначається для участі у місіях НАТО, ООН.

### Конструкція
Grizzly створений на основі шасі вантажівки Iveco Trakker. Крім модифікації 6×6 можливі модифікації 4×4 (для ЗС Італії) та 8×8. Він може перевозити 10 солдатів чи мати інше обладнання, як то 20-кВт генератор, системи пожежогасіння, кондиціювання, вентиляції, фільтрації повітря, що дозволяє солдатам перебувати в кабіні декілька днів. Може транспортуватись перспективним транспортним літаком Airbus A400M Atlas. Для захисту від мін і СВП має клиноподібне днище. При масі 25 т об'єм кабіни становить 17 м³.
Може нести на даху озброєння калібром до 50-мм з дистанційним управлінням або 40-мм автоматичний гранатомет HK GMG.